# História de Platão
Platão (em grego clássico: Πλάτων, Plátōn, 428/427 – 348/347 A.C.) foi um antigo filósofo grego, o segundo do grande trio dos antigos gregos Sócrates, Platão e Aristóteles, tidos como responsáveis pelas bases da filosofia ocidental.
Pouco é conhecido sobre a juventude e a educação de Platão. O filósofo descende de uma das famílias mais ricas e politicamente ativas de Atenas. Ele é descrito como um rapaz brilhante, embora modesto, que se sobressaiu em seus estudos. Seu pai providenciou tudo o que fosse necessário para dar a seu filho uma boa educação e, portanto, acredita-se que Platão tenha sido instruído em gramática, música, ginástica e filosofia pelos mais distintos mestres do seu tempo.

## Data e local do nascimento
A data exata do nascimento de Platão não é conhecida. Baseada em antigas fontes, a maioria dos estudiosos estima que Platão tenha nascido entre 428 e 427 A.C.. O gramático Apolodoro defende em sua "crônicas" que Platão nasceu no primeiro ano da octagésima oitava olimpíadas (427 ac), no sétimo dia do mês Thargelion; de acordo com a tradição o deus Apolo também nasceu neste dia De acordo com outro biógrafo, Neantes de Cizicus, Platão morreu aos 84 anos.
Se aceitamos a versão de Neantes, Platão era mais jovem seis anos que Isócrates, e portanto nasceu no segundo ano da 87a. Olimpíadas, ano da morte de Péricles (429 ac.).

## Educação

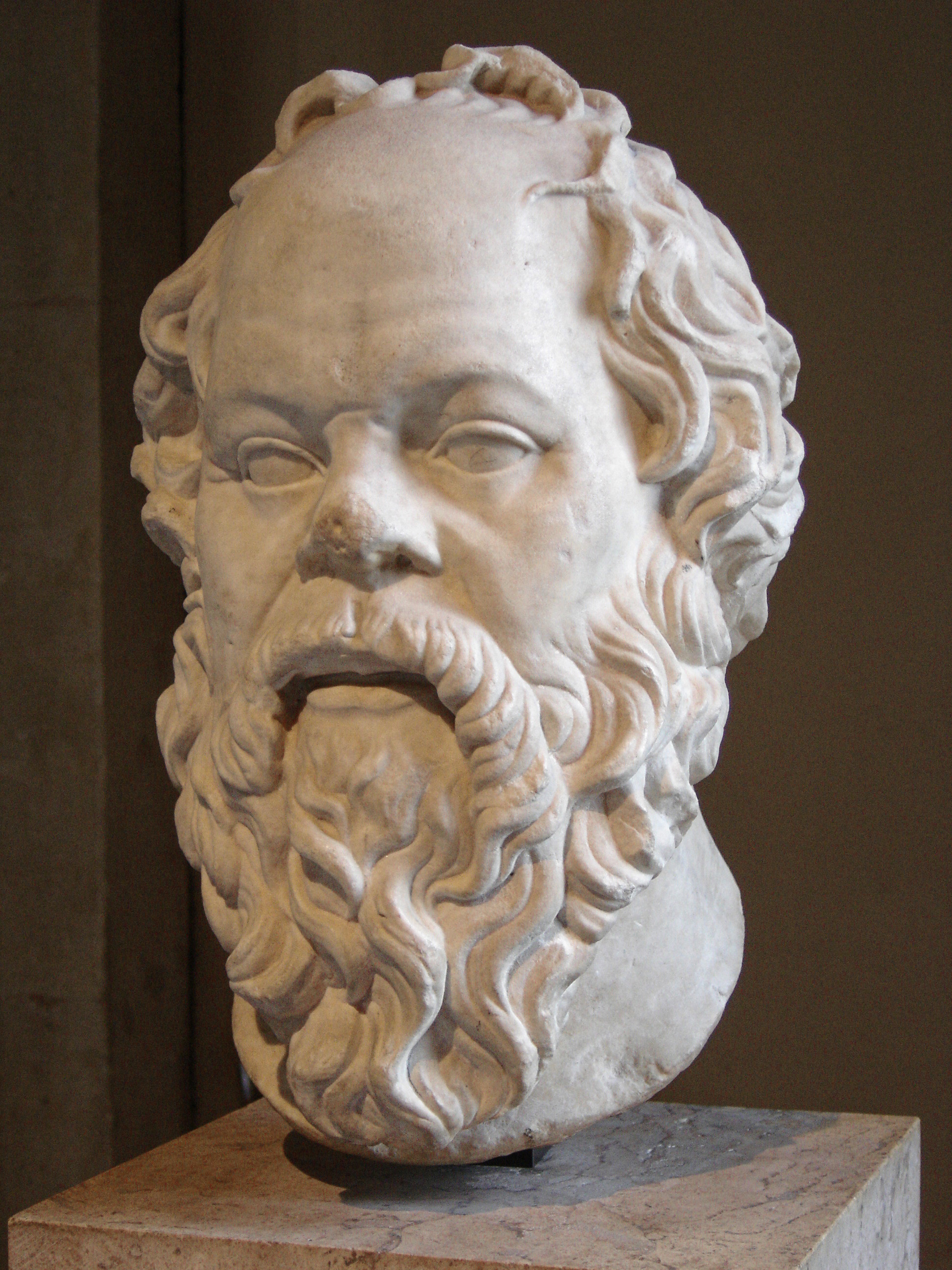
Retrato de Sócrates, mármore romano (Louvre, Paris)

Apuleio informa que Speusippus admirava a velocidade de raciocínio de Platão e sua modéstia como um rapaz a quem "os primeiras frutos da juventude trouxeram o trabalho árduo e o amor pelos estudos". Posteriormente o próprio Platão caracterizou como presentes da natureza a facilidade para aprender, a memória, a sagacidade, o velocidade de apreensão e seu corolário, o espírito jovem e magnanimidade de alma.

## Platão
1. ↑  «Plato». Encyclopædia Britannica. 2002
2. ↑  (em inglês)en:Thargelion
3. ↑  Diogenes Laërtius, iii. 2
4. ↑  Diogenes Laërtius, iii. 3
5. ↑  F.W. Nietzsche, Werke, 32
6. ↑  Apuleius, De Dogmate Platonis, 2
7. ↑  Plato, Republic, 6.503c
* U. von Wilamowitz-Moellendorff, Plato, 47
8. ↑  D. Nails, The Life of Plato of Athens, 1
9. ↑  D. Nails, The Life of Plato of Athens, 4